# Elezioni parlamentari in Costa d'Avorio del 2011
Le elezioni parlamentari in Costa d'Avorio del 2011 si tennero l'11 dicembre per il rinnovo dell'Assemblea nazionale.
In 12 collegi furono indette nuove elezioni per il 26 febbraio 2012 (in 11 l'esito elettorale fu invalidato, mentre nel collegio di Logoualé le elezioni non si tennero per la morte di un candidato); in 2 di questi, le consultazioni si tennero effettivamente il 3 febbraio 2013, contestualmente alle elezioni per l'attribuzione di 4 seggi resisi vacanti.

## Risultati
| Liste                                                                                                | Voti      | %     | Seggi |
| --- | --------- | ----- | ----- |
| Raggruppamento dei Repubblicani                                                                      | 819.086   | 42,00 | 127   |
| Partito Democratico della Costa d'Avorio - Raggruppamento Democratico Africano                       | 564.958   | 28,97 | 77    |
| Unione per la Democrazia e la Pace in Costa d'Avorio                                                 | 61.898    | 3,17  | 8     |
| Raggruppamento degli Houphouëtisti per la Democrazia e la Pace (RDR - PDCI-RDA - UDPCI - MFA - UPCI) | 32.041    | 1,64  | 4     |
| Partito Ivoriano dei Lavoratori                                                                      | 17.889    | 0,92  | -     |
| Movimento delle Forze dell'Avvenire                                                                  | 14.750    | 0,76  | 3     |
| Unione per la Costa d'Avorio                                                                         | 9.757     | 0,50  | 1     |
| Altri <0,5%                                                                                          | 19.644    | 1,01  | -     |
| Indipendenti                                                                                         | 418.309   | 21,36 | 35    |
| Totale                                                                                               | 1.958.332 |       | 255   |